# Lónya
Lónya è un comune dell'Ungheria di 749 abitanti (dati 2008). È situato nella contea di Szabolcs-Szatmár-Bereg.